# Английский маффин
Англи́йский ма́ффин (англ. English muffin) — небольшая, круглая и приплюснутая дрожжевая (иногда на закваске) булочка или пышные оладьи. Обычно её нарезают горизонтально и подают поджаренной. Часто является частью завтрака в Соединенном Королевстве, Северной Америке, Австралии и Новой Зеландии. Её едят со сладкими или солёными начинками, такими как масло, фруктовый джем, мёд, яйца, колбаса, бекон или сыр. Английские маффины являются важным ингредиентом яиц Бенедикт и различных сэндвичей, например, макмаффинов. Могут использоваться вместо хлеба для французских тостов.
В различных частях мира эти продукты обычно называют английскими маффинами, чтобы отличить их от более сладкой выпечки в форме кексов, также известных как маффины. Английские маффины доступны в широком ассортименте, включая цельнозерновые, многозерновые, с корицей, изюмом, клюквой и яблоком с корицей.

## Происхождение
Считается, что слово muffin происходит от нижненемецкого muffen, что означает «небольшие лепёшки». Оксфордский словарь английского языка также предлагает возможную связь со старофранцузским moflet, типом хлеба. Первоначально это означало «любой из различных видов хлеба или пирога».
Первое зарегистрированное использование слова muffin было в 1703, рецепты маффинов появляются в британских кулинарных книгах ещё в 1747 году в книге Ханны Гласс «Искусство кулинарии». Они описываются со структурой внутри «как соты».
В книге Oxford Companion to Food, её автор Алан Дэвидсон заявляет, что «всегда была некоторая путаница между маффинами, крампетами и пиклетами, как в рецептах, так и в названии». Растущая популярность лепёшек в XIX веке подтверждается существованием особых булочников, разносчиков или muffin men, которые ходили от двери к двери, продавая английские маффины в качестве закуски до того, как в большинстве домов появились собственные печи.

### Колокольный звон
Колокольный звон булочников стал настолько распространённым явлением, что к 1839 году британский парламент принял закон, запрещающий булочникам звонить в колокольчики, но продавцы не придерживались его. В 1861 году маффины «большого размера» у уличных торговцев обычно продавались по полпенни каждая; крампеты стоили около пенни.

### В популярной культуре
Традиционный английский детский стишок «The Muffin Man», датируемый не позднее 1820 года, восходит к этому обычаю.
Хорошо известная ссылка на английские маффины содержится в пьесе Оскара Уайльда 1895 года «Как важно быть серьезным».

## По странам

### Великобритания
Английские маффины в Великобритании иногда называют просто маффинами. Маффины по-американски называют американскими маффинами или маффинами в американском стиле, чтобы различать их. Однако в целом слово «маффин» можно использовать для обозначения обоих блюд без путаницы или недопонимания. В Великобритании английские маффины обычно едят с чаем или кофе, и их часто подают к послеобеденному чаю, который подают в британских отелях.

### США
Mush muffins или «маффины из каши» (называемые в Новой Англии slipperdowns) были колониальными [американскими] маффинами, приготовленными из кукурузы на подвешенной (над огнём) сковороде. Эти и другие виды лепёшек были известны американским поселенцам, но их популярность снизилась с появлением булочек быстрого приготовления.
Ссылки на английские маффины появляются в газетах США, начиная с 1859 г., а их подробные описания и рецепты были опубликованы ещё в 1870 г..
Популярным брендом английских маффинов в США является Thomas', который был основан английским иммигрантом Сэмюэлем Батом Томасом в 1880 году. Томас открыл вторую пекарню за углом от первой по адресу 337 West 20th Street в здании, которое до сих пор известно как «The Muffin House».
Английские маффины на закваске Foster’s были популярным брендом английских маффинов родом из Сан-Франциско. Они были фирменным пунктом меню в ресторанах Фостера с 1940-х по 1970-е годы и продолжали выпускаться в упакованном виде до 2008 года.

### Германия
Английские маффины, известные как Toastbrötchen («булочка для тостов»), доступны в большинстве крупных супермаркетов Германии.

### Португалия
Английские маффины очень похожи на португальские bolo do caco.

## Приготовление английских маффинов[35]
- Тесто относительно влажное, и ему нельзя придать такую форму, как тесту для хлеба.
- Тесто выкладывают по кругу на сковороду или в форму, а затем выпекают.
- Полученные маффины охлаждают перед едой.
- Затем их разрезают пополам; текстура имеет мелкую крошку и не похожа на тесто для хлеба.
- Половинки маффинов обычно поджаривают и смазывают маслом.